# Волицький гідрологічний заказник
Во́лицький зака́зник  — гідрологічний заказник місцевого значення в Україні. Об'єкт природно-заповідного фонду Хмельницької області. 
Розташований у межах Красилівської міської громади Хмельницького району Хмельницької області, біля села Волиця. 
Площа 56 га. Статус присвоєно згідно з розпорядженням Голови ОДА від 28.09.1995 року № 67-р. Перебуває у віданні СТОу «Діброва» с. Волиця. 
Статус присвоєно для збереження водно-болотного природного комплексу в долині річки Случ.